# GamerLegion
GamerLegion (kurz: GL) ist eine im April 2017 gegründete eSport-Organisation, zur Zeit aktiv in den Titeln Counter-Strike 2 und Age of Empires II. Bekannt wurde das Berliner Unternehmen als eine der größten eSport-Coachingplattform in Deutschland.
Als größter Erfolg der Organisation kann der zweite Platz beim BLAST.tv Paris Major 2023, dem letzten Counter-Strike: Global-Offensive Major, gewertet werden. Nennenswert sind zudem der zweite Platz des League of Legends Team bei den European Masters 2020 sowie die Deutsche Meisterschaft im Spring Split 2022.

## Geschichte
Im April 2017 gründete Geschäftsführer Nicolas Reber, der selbst früher als eSportler bei dem Titel World of Tanks aktiv war, die Coaching Plattform GamerLegion. Schon während seiner Zeit als aktiver eSportler erkannte er ein Nachwuchsproblem bei seinem favorisierten Spiel. Dies konnte seiner Ansicht nach nicht durch Guides, Streams oder Videos gelöst werden, was als Auslöser für die Gründung von GamerLegion betrachtet werden kann.
Mit der Gründung eines eigenen League-of-Legends-Teams gelang im Jahr 2018 zudem der Einstieg in den organisierten eSport. Zudem stellten die Berliner zwischenzeitlich Teams in den Titeln Fortnite, PUBG sowie Rainbow Six Siege und Rocket League. Beim Spiel Fortnite sorgte der ehemalige GL-eSportler Lion „LYGHT“ Krause für Aufruhr, als er sich mit gerade einmal 13 Jahren für die Fortnite-Weltmeisterschaften qualifizierte. Seiner Teilnahme nahm das Y-Kollektiv zum Anlass, um eine komplette Reportage über den eSport zu drehen. Vor über 19.000 Zuschauern im New Yorker Arthur Ashe Stadium holte „LYGHT“ sich den 80. Platz und sicherte sich damit 50.000 $ Preisgeld. Das CS:GO Team konnte beim BLAST.tv Paris Major 2023 den zweiten Platz erreichen.

## Aktuelle Spieler

### Age of Empires
(Stand: 8. Januar 2024)
- Darko „DauT“ Dautovic
- Hamzah „Hera“ El-Baher[15]
- Ørjan „TheViper“ Larsen
- Roberto „TaToH“ Jiménez

### Counter-Strike 2
(Stand: 13. Juni 2025)
- Fredrik "REZ" Sterner
- Erik "ztr" Gustafsson (Kapitän)
- Oldřich "PR" Nový
- Sebastian "Tauson" Lindelof
- Ashley 'ash' Battye (Coach)
- Henrich "sl3nd" Hevesi (inaktiv)

## Ehemalige bekannte Spieler

### Age of Empires
- Christopher „slam“ Gregson
- Marco „JorDan“ Bloch
- Sven „Nili“ Reichardt

### Counter-Strike: Global Offensive
- Adil „ScreaM“ Benrlitom
- Janusz "Snax" Pogorzelski
- Hampus „hampus“ Poser
- Tim „nawwk“ Jonasson
- William „mezii“ Merriman
- Nicolas „Keoz“ Dgus
- Isak „isak“ Fahlén
- Ivan „iM“ Mihai
- Patrik „Zero“ Žúdel
- Frederik „acoR“ Gyldstrand
- Kamil „siuhy“ Szkaradek[17]

### FIFA
- Marius „ProHunter“ Franz[18]

### Fortnite
- Lion „LYGHT“ Krause
- Justin „EMQU“ Budowsky[19]

### League of Legends
- Muhammed „Agurin“ Kocak
- Petter „Hjarnan“ Freyschuss
- Benjamin „Visdom“ Ruberg[20]

### PUBG
- Marcus „Maccandark“ Hellström[21]

### Rainbow Six Siege
- Fynn „Drvn“ Lorenzen[22]

## Erfolge (Auswahl)
| Datum      | Platz   | Spiel             | Turnier                           | Preisgeld   |
| ---------- | ------- | ----------------- | --------------------------------- | ----------- |
| März 2019  | 3.      | CS:GO             | United Masters League Finals      | 15.000 $    |
| Mai 2019   | 1.      | CS:GO             | Loot.Bet Season 2                 | 18.000 $    |
| Juni 2019  | 1.      | Rainbow Six Siege | Master League Season 2            | 2.656 $     |
| Juni 2019  | 2.      | CS:GO             | Moche XL Esports 2019             | 20.000 $    |
| Juli 2019  | 17.–30. | FIFA 19           | FIFA Global Series 2019           | 1.000 $     |
| Juli 2019  | 80.     | Fortnite          | Fortnite World Cup Finals - LYGHT | 50.000 $    |
| Jan. 2020  | 1.      | Rainbow Six Siege | Saturday League Season 2          | 2.772 $     |
| Jan. 2020  | 1.      | CS:GO             | CMD368 Championship               | 12.000 $    |
| Aug. 2020  | 3.      | League of Legends | Prime League SummerSplit 2020     | 7.500 $     |
| Aug. 2020  | 2.      | League of Legends | European Masters Summer 2020      | 25.000 $    |
| Nov. 2020  | 1.      | Age of Empires II | Tournament Champions League 2020  | 4.370 $     |
| Dez. 2020  | 1.      | CS:GO             | Flashe Super Slam                 | 7.350,65 $  |
| Jan. 2021  | 1.      | Age of Empires II | Red Bull Wololo III               | 8.000 $     |
| März 2021  | 2.      | Age of Empires II | Hidden Cup IV                     | 11.890 $    |
| Mai 2021   | 1.      | Age of Empires II | World Desert Championship         | 1.803 $     |
| Juli 2021  | 2.      | CS:GO             | Domination League 2               | 12.000 $    |
| Sept. 2021 | 1.      | Age of Empires II | Red Bull Wololo V                 | 26.750 $    |
| Nov. 2021  | 2.      | CS:GO             | William Hill Cup                  | 10.000 $    |
| Dez. 2021  | 2.      | CS:GO             | Exeedme Revolution                | 17.839,60 $ |
| Dez. 2021  | 1.      | Age of Empires II | King of the Desert IV             | 20.667 $    |
| Jan. 2022  | 1.      | League of Legends | Prime League                      | k.a.        |
| Okt. 2022  | 1.      | Age of Empires II | Red Bull Wololo: Legacy           | 60.000 $    |
| Feb. 2023  | 1.      | CS:GO             | Thunderpick Bitcoin Series #2     | 32.000 $    |
| März 2023  | 1.      | CS:GO             | Elisa Invitational Winter 2023    | 12.500 $    |
| Mai 2023   | 1.      | CS:GO             | BLAST.tv Paris Major 2023         | 170.000 $   |
| Jan. 2024  | 1.      | Age of Empires II | Nili's Apartment Cup 5            | 16.031 $    |
| März 2024  | 1.      | Age of Empires II | Hidden Cup V                      | 11.314 $    |
| Sep. 2024  | 1.      | Age of Empires II | World Desert Championship 2       | 8.000 $     |
| Okt. 2024  | 1.      | Age of Empires II | Red Bull Wololo: El Reinado       | 45.000 $    |
| Okt. 2024  | 1.      | CS2               | CCT Season 2 European Series #13  | 22.000 $    |
| Dez. 2024  | 1.      | Age of Empires II | Noble Apartment Cup               | 11.140 $    |